# Tilos
Tilos (griechisch Τήλος (f. sg.), in der Antike Telos, in der Vergangenheit auch Πισκοπή Piskopí oder Ἐπισκοπή Episkopí) ist eine griechische Insel in der Ägäis und eine der zwölf Hauptinseln des Dodekanes. Zusammen mit einigen unbewohnten Inselchen (u. a. Anditilos und Gaidouronisi) bildet sie eine Gemeinde (δήμος dimos) in der Region Südliche Ägäis.

## Geographie

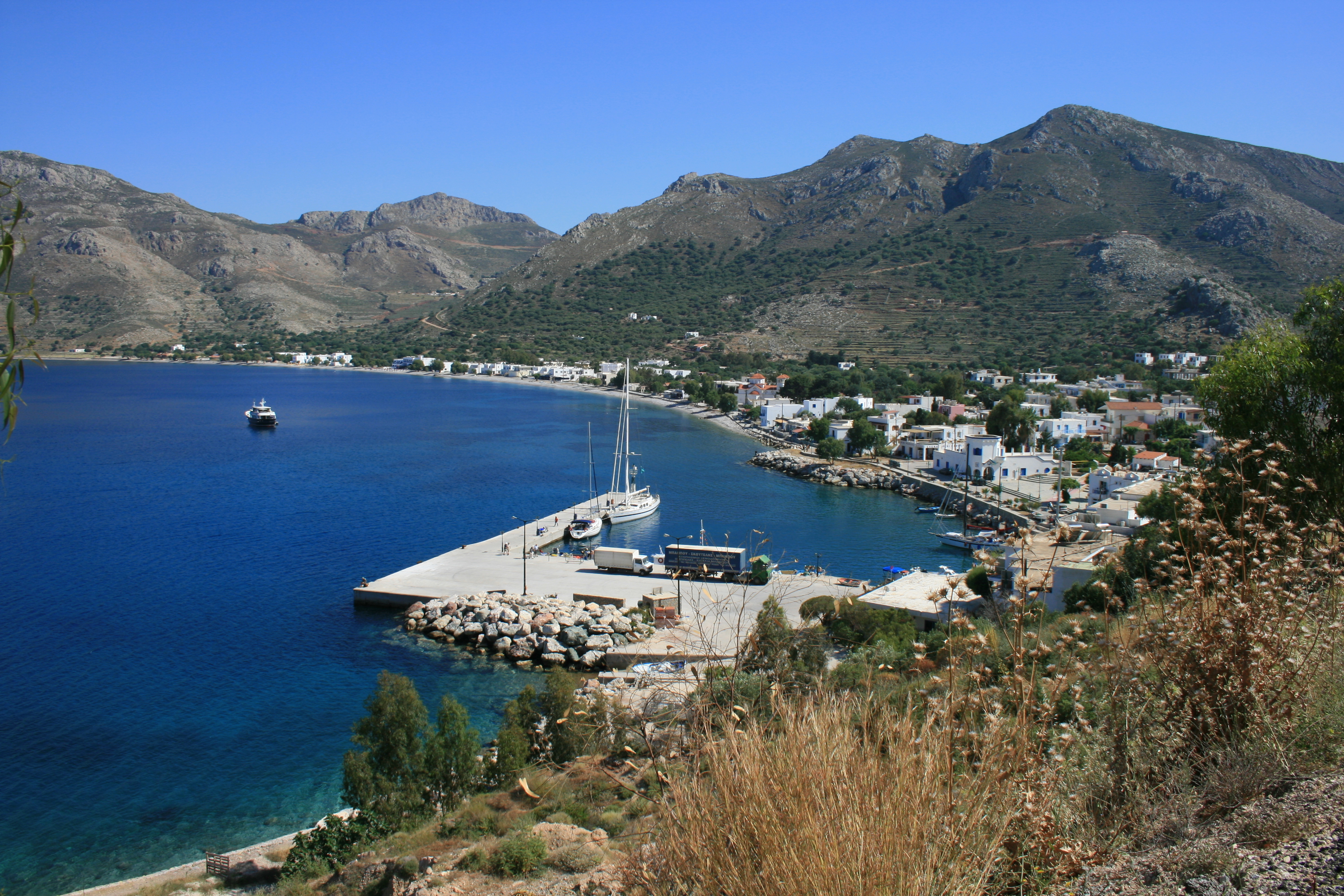
Livadia

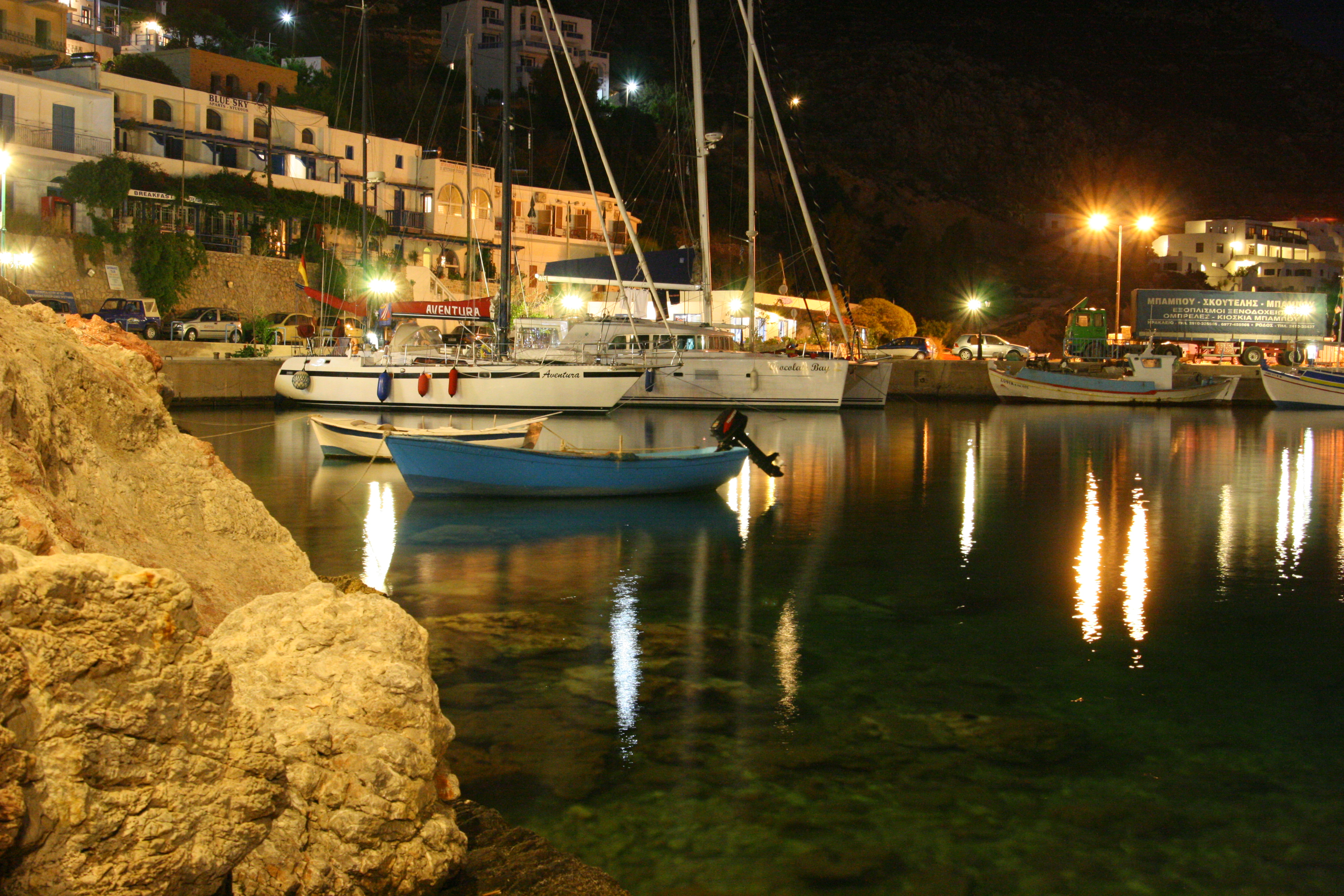
Hafenbecken von Livadia

Sie liegt nordwestlich von Rhodos und acht Seemeilen südöstlich der Insel Nisyros. Ihre Fläche beträgt 61,487 km² und die höchste Erhebung (Profitis Ilias) erreicht 612 m. Bewohnt ist die Insel laut Zensus 2011 von 780 Einwohnern (1991 waren es 279 Bewohner).

### Gemeindegliederung
| Ortsgemeinschaft | griechischer Name               | Code     | Fläche (km²) | Einwohner 2001 | Einwohner 2011 | Dörfer und Inseln                       |
| ---------------- | ------------------------------- | -------- | ------------ | -------------- | -------------- | --------------------------------------- |
| Megalo Chorio    | Τοπική Κοινότητα Μεγάλου Χωρίου | 69040001 | 34,622       | 255            | 296            | Megalo Chorio, Agios Andonios, Gaidaros |
| Livadia          | Τοπική Κοινότητα Λιβαδίων       | 69040002 | 28,739       | 278            | 484            | Livadia, Anditilos                      |
| Gesamt           | Gesamt                          | 6904     | 63,361       | 533            | 780            |                                         |

## Geschichte
In der Charkadio-Höhle wurden bei Ausgrabungen im Jahr 1971 viele Knochen von Zwergelefanten entdeckt. Bei der letzten Grabungskampagne wurden Reste eines noch kleineren Elefanten entdeckt. Alle Funde gehören aber einer Art (Palaeoloxodon tiliensis) an. In einem kleinen Museum im Ort Megalo Chorio sind einige der Funde ausgestellt.
Die antike Dichterin Erinna stammte höchstwahrscheinlich von Tilos und soll etwa um das Jahr 350 v. Chr. auf der Insel gelebt haben.
1309/10 begann die Herrschaft des Johanniterordens über Tilos, die bis zur Belagerung von Rhodos im Jahr 1522 andauerte. Zahlreiche Wehrbauten entstanden während dieser Zeit. Daraufhin gehörte Tilos bis Anfang des 20. Jahrhunderts zum Machtbereich des Osmanischen Reiches (Provinz Dschesair). Im Mai 1844 besuchte der deutsche Archäologe und Philologe Ludwig Ross (1806–1859) die Insel und beschrieb sie in seinem Werk Reisen auf den griechischen Inseln des ägäischen Meeres. Im Jahr 1912 wurde die Insel im Zuge des italienisch-türkischen Kriegs durch Italien besetzt. Von 1923 bis 1943 war Tilos (Piskopí) Teil der italienischen Ägäis-Inseln.
Infolge des Dodekanes-Feldzugs wurde Tilos von Einheiten der deutschen Wehrmacht besetzt. Als im Oktober 1944 und im Frühjahr 1945 britische und verbündete Truppen der Heiligen Schar auf der Insel landeten, kam es zu mehreren Gefechten. Tilos wurde unter dem Namen Piskopi im Wehrmachtbericht erwähnt. Darin heißt es:

„Unsere Stützpunktbesatzungen, die auch nach der Räumung Griechenlands auf einigen ägäischen Inseln belassen wurden, stehen auf Milos und Piskopi im Kampf gegen gelandete feindliche Kräfte.“

Noch heute zeugt vielerorts verrostetes Kriegsmaterial von der Schwere der Kämpfe. Erst am 8. Mai 1945 wurde auf der Nachbarinsel Symi ein Übergabeabkommen für die südöstliche Ägäis unterzeichnet.
Seit dem 7. März 1948 gehört Tilos offiziell zum Staat Griechenland.

## Naturschutz
Die Tilos Park Association (TPA) unterstützt seit 2003 den Naturschutz auf Tilos und fördert den Ökotourismus. Von 2004 bis 2008 lief ein LIFE-Programm der Europäischen Union zum Schutz der heimischen Vogelwelt, darunter der Eleonorenfalke, Habichtsadler und die Krähenscharbe. Die Naturschutzaktivitäten wurden noch unterstützt durch die Teilnahmen am Projekt Natura 2000.

### Auszeichnung
Für ihre langjährigen Bemühungen um den Vogelschutz, insbesondere für die Durchsetzung eines Jagdverbotes seit 1993 wurde die Gemeinde 2009 mit dem Euronatur-Umweltpreis ausgezeichnet.

## Energieversorgung

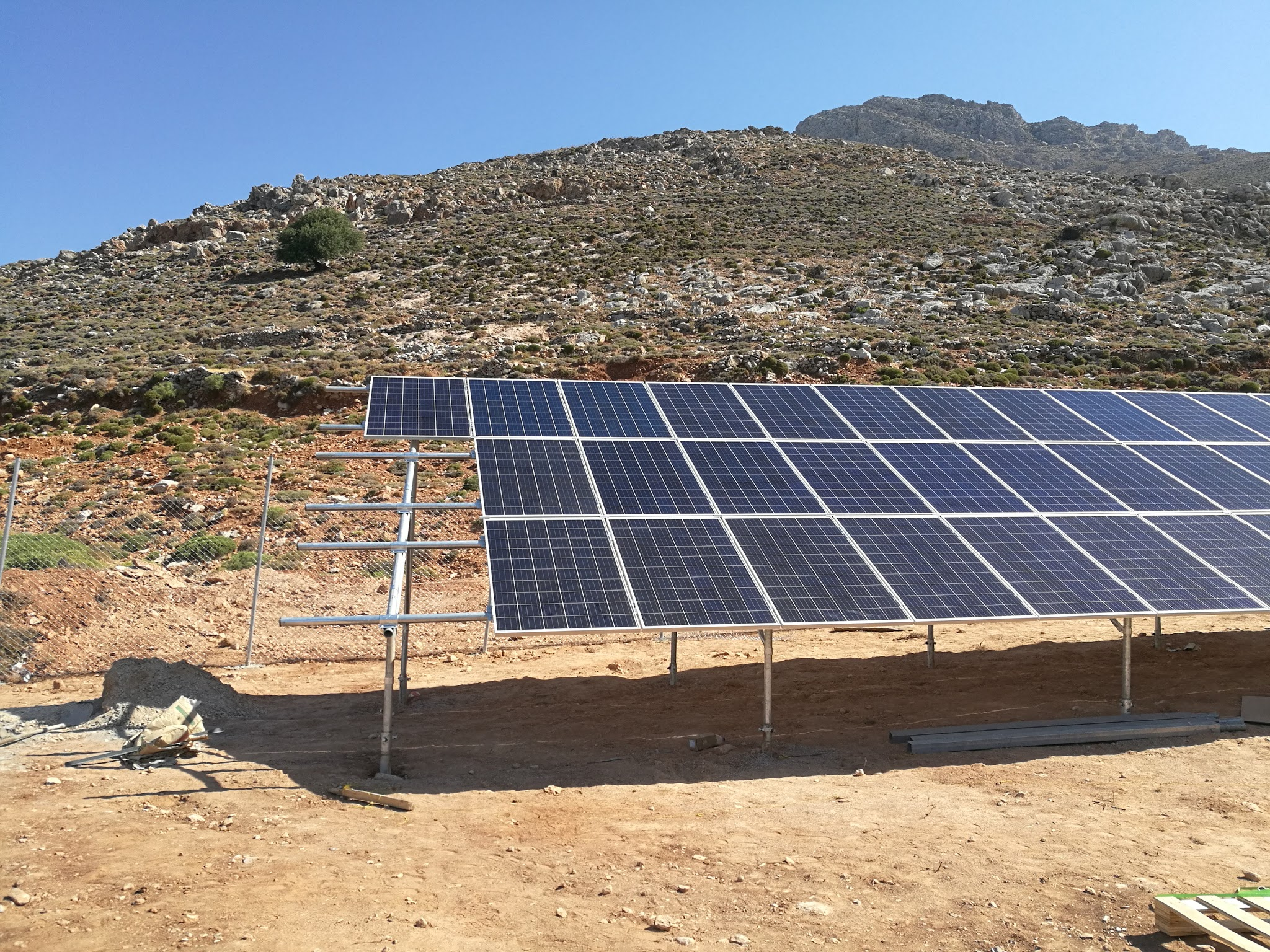
Im Bau befindliches Solarkraftwerk auf Tilos, Juni 2017

Am Anfang seiner Elektrifizierung wurde Tilos durch Dieselgeneratoren in der Nähe des Ortes Megalo Chorio mit Strom versorgt. Später wurde die Insel über ein Unterseestromkabel an die Nachbarinsel Kos angebunden, wo Strom ebenfalls aus fossilen Quellen produziert wird. 
Die Errichtung einer Photovoltaik- und Windkraftanlage in Verbindung mit einem Smart Grid sollte Tilos’ Stromversorgung unabhängiger machen und Überschüsse exportieren. Hieran arbeitete ein Forschungskonsortium aus sieben EU-Staaten sowie 15 Unternehmen und Instituten, finanziert aus Mitteln des EU-Förderprogramms Horizont 2020. Im Rahmen des Projekts wurden eine Windturbine mit einer Leistung von 0,8 MW, ein Solarpark mit einer Leistung von 0,16 MW und zwei Batterien mit einer Kapazität von zusammen 2,8 MWh installiert. Seit 2022 ist Tilos damit bei der Stromversorgung autark. Die Kosten von insgesamt EUR 13,7 Mio. wurden zum größten Teil (EUR 11,0 Mio.) aus EU-Mitteln bestritten.

## Flüchtlingshilfe
Seit etwa 2010 engagieren sich Bewohner von Tilos intensiv in der Hilfe für Flüchtlinge aus Syrien und anderen Staaten. Unterstützt durch die Vereinten Nationen, einer humanitären NPO und der örtlichen Gemeinde wurde ein offenes Flüchtlingswohnheim sowie Schulunterricht und Kinderbetreuung geschaffen. Dies ist auf den griechischen Inseln eine Seltenheit. An den Schwerpunkten der Flüchtlingsankunft auf den größeren Inseln geschieht die Unterbringung zumeist in geschlossenen Lagern.